# .pn
.pn è il dominio di primo livello nazionale assegnato alle Isole Pitcairn.
È amministrato dall'Island Council.
Nel 2010 Bitly ha attivato un servizio di abbreviazione degli URL per i contenuti di C-SPAN presso il dominio cs.pn.
Nel 2012 Lionsgate ha registrato una serie di domini relativi al franchise Hunger Games, tra cui panem.pn.